# Speleomantes flavus
Speleomantes flavus  (лат.) — вид амфибий из рода европейских пещерных саламандр (Speleomantes) отряда хвостатых земноводных. Ранее данный вид относился к роду Hydromantes.

## Описание
Общая длина до 127 мм (самцы) и до 146 мм для самок (в среднем 115 мм). Noellert и Noellert (1992) сообщают о нахождении самки длиной в 150 мм. Хвост овальный в поперечном сечении, чуть половины от общей длины.
Цвет, как и у других видов Speleomantes, крайне изменчив. Базовый цвет от тёмно-коричневого до чёрного. На коже имеется пятнистый или сетчатый рисунок жёлтого, охряного или серо-зелёного цвета. Некоторые особи имеют полностью жёлтую спину.

## Ареал
Эндемик северо-восточной Сардинии, преимущественного в районе горного хребта Монте-Альбо, междуречье рек Синискола и Подоза (провинция Нуоро).

## Образ жизни
Обитает в пещерах и расщелинах в земле. Предельная высота до 1040 метров над уровнем морям. Температурный оптимум выше, чем у материковых Speleomantes.